# La Gazzetta dello Sport
La Gazzetta dello Sport (La Gazzetta Sportiva di domenica e occasionalmente definita con i nomignoli Gazza e Rosea in Italia) è un quotidiano sportivo italiano, con sede a Milano. È il terzo quotidiano italiano per diffusione, nonché il primo quotidiano sportivo del Paese e il più longevo d'Europa nel suo genere. Dal 9 marzo 2008 viene utilizzato lo slogan Tutto il rosa della vita.

## Storia

### Le origini

I due fondatori della Gazzetta dello Sport: il torinese Eugenio Camillo Costamagna (1864-1918, a sinistra) e l'alessandrino Eliso Rivera (1865-1936, a destra)

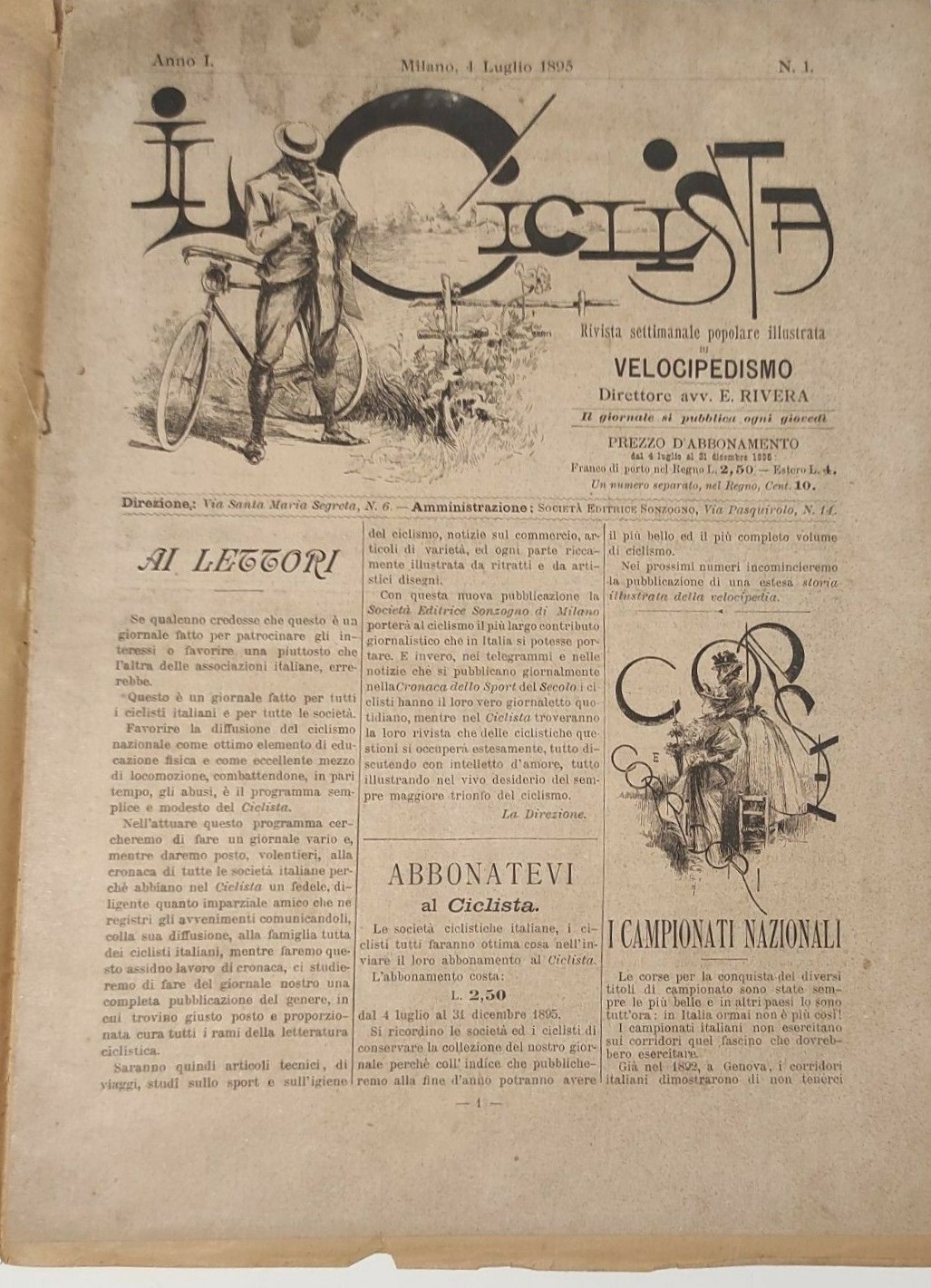
Il primo numero del settimanale Il Ciclista (4 luglio 1895)

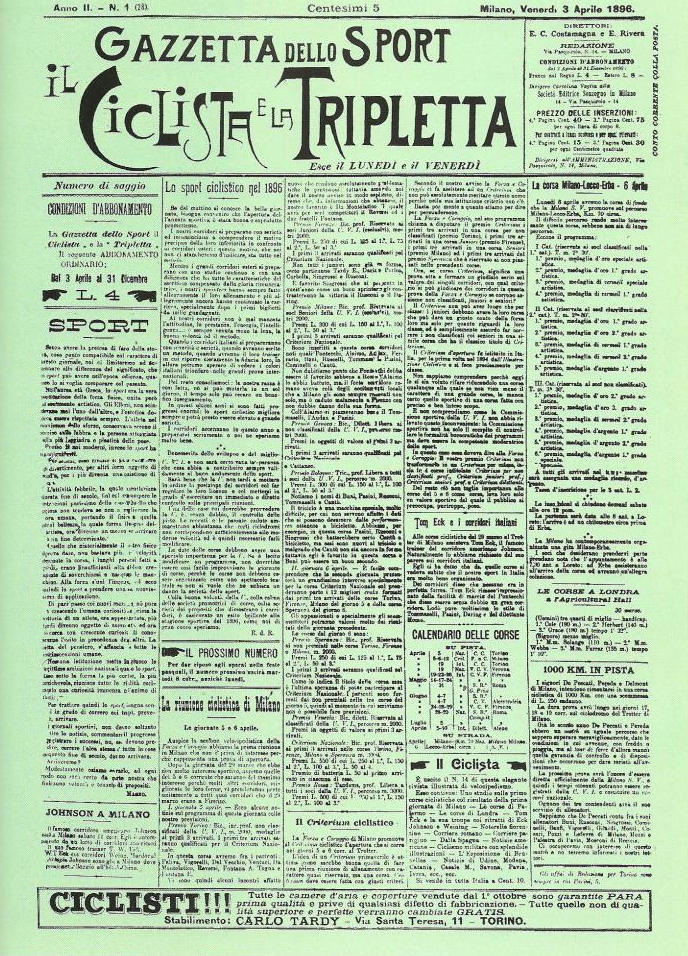
Il primo numero della Gazzetta dello Sport, uscito a Milano venerdì 3 aprile 1896

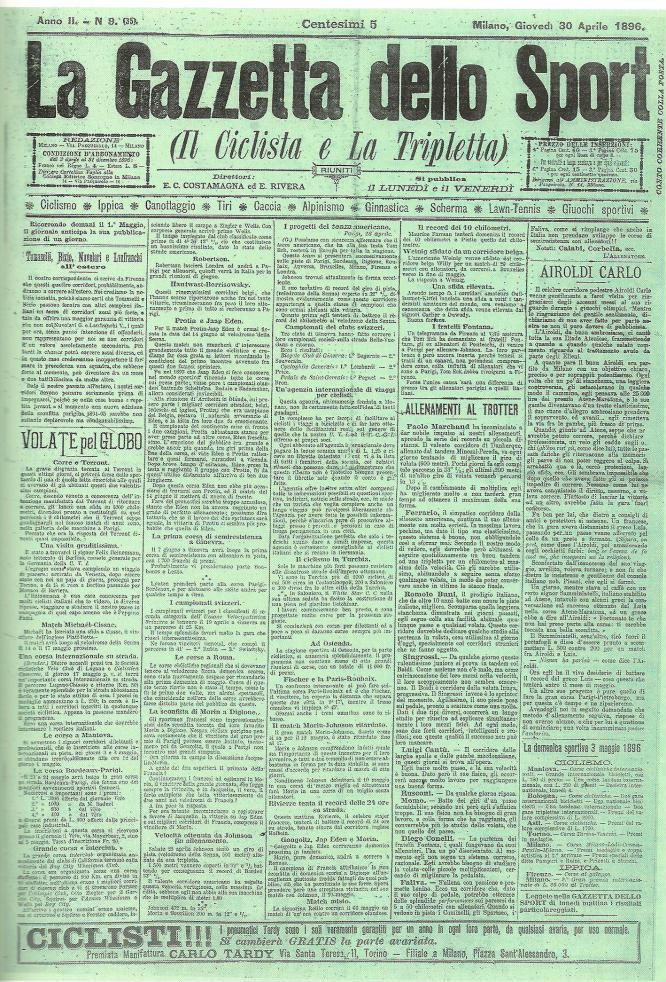
Riproduzione della Gazzetta dello Sport del 30 aprile 1896.

Negli anni ottanta del XIX secolo a Milano lo sport inizia a diventare un'attività popolare. La gente si appassiona soprattutto di ciclismo, ippica e podismo. Le pubblicazioni sportive dell'epoca sono in gran parte specialistiche.
Nel 1893 esce a Milano il settimanale Il Ciclo (su carta rosa, dal 1894 La Bicicletta, su carta verde) del Corriere della Sera, con il quale il quotidiano tenta di strappare lettori al Secolo di Raffaele Sonzogno, che era il giornale più letto in città. In tre anni raggiunge la ragguardevole tiratura di 25 000 copie. Nel 1895 Sonzogno incarica Eliso Rivera di fondare Il Ciclista. Il primo numero esce il 4 luglio. Sei mesi dopo Sonzogno, non soddisfatto, invita a Milano il torinese Eugenio Camillo Costamagna, direttore de La Tripletta, dedicato anch'esso al ciclismo per rafforzare Il Ciclista. Rivera e Costamagna decidono di fondare una gazzetta che si occupi di tutti gli sport, imitando analoghe esperienze francesi come Le Vélo e il Paris-Vélo. La nuova testata si chiama Gazzetta dello Sport. Il binomio Rivera-Costamagna assume la direzione. I due hanno rispettivamente trentuno e trentadue anni. 
La redazione è ospitata nei locali forniti da Sonzogno in via Pasquirolo a Milano, alle spalle del Duomo. A fare il giornale sono in tutto cinque persone:
- Eugenio Camillo Costamagna;
- Eliso Rivera (si firmava Eliso delle Roncaglie - E.D.R.);
- A. C. Blanche, redattore capo;
- Enrico Tarlarini, redattore e segretario di redazione;
- Gino Tavecchia, redattore.

Per ogni sport vi è uno stuolo di collaboratori e la maggior parte di essi sono ex atleti: Riccardo Arpisella per l'ippica, Roderico Rizzotti ed Alberto Cougnet (padre di Armando) per la scherma (Cougnet si occupava anche di pugilato), Giorgio Sinigaglia e Alessandro Bossi per l'alpinismo. La ginnastica e i giochi sportivi erano di competenza di Daniele Marchetti, mentre gli articoli di tennis erano firmati da Tom Antongini. Canottaggio e nuoto ebbero come collaboratori, rispettivamente Camillo Baglioni e Giuseppe Cantù. Al tiro a segno era addetto Lorenzo Noci, mentre al tiro a volo Agostino Caprioli. 
Il giornale usciva il lunedì e il venerdì, poiché i giorni in cui si svolgeva la maggior parte delle gare sportive erano sabato/domenica e mercoledì/giovedì; era stampato su carta verde chiaro (la stessa carta del Ciclista), su quattro pagine. L'impaginazione era su cinque colonne.
Il giornale riportava nella stessa testata tre titoli: “Gazzetta dello Sport” in alto e “Il Ciclista” e “La Tripletta” sottostanti. “Ciclista” e “Tripletta” erano affiancati, ma tra di essi c'era una differenza sostanziale: mentre "Il Ciclista" continuava le pubblicazioni (e la Gazzetta era un suo supplemento) "La Tripletta" era stata chiusa ed aveva portato in “dote” il suo nome al nuovo giornale. Sul primo numero compare l'indicazione "Anno II – N. 1 (28)", perché "Il Ciclista" era nato l'anno precedente e, nel corrente anno, aveva già fatto 27 uscite. Per i primi giorni le due testate "madri" furono stampate con un carattere più grande, ma già alla fine di aprile il rapporto era capovolto. La Gazzetta dello Sport usciva due volte la settimana, il lunedì e il venerdì, ed era di quattro pagine di grande formato.
La prima tiratura fu di 20 000 copie. Come per gli altri giornali, una copia costava 5 centesimi di lira. L'articolo di fondo del primo numero fu affidato a Costamagna. L'argomento iniziale del pezzo era mostrare come, in epoca odierna, il significato che aveva assunto lo sport fosse diverso da quello che aveva avuto presso gli antichi Greci. Uno dei tratti principali che contraddistingue lo sport in epoca moderna è la sua rilevanza sociale: la gente si interessa di sport, ne parla. I campioni sportivi diventano personaggi famosi: sono sulla bocca di tutti. Poi appare la frase centrale del pezzo: “Per trattare quindi lo sport, bisogna sentirsi in grado di correre coi tempi, prevenire, arrivare”. Ed è quello che si propone di fare il nuovo giornale.
Per trattare quindi lo sport bisogna sentirsi in grado di correre coi tempi, prevedere, arrivare. I giornali sportivi non devono soltanto fornire le notizie, commentare il progresso, registrare il successo, no, essi devono predire, correre l'alea stessa di tutte le cose di questo fine di secolo, devono arrivare. Arriveremo? Modestamente osiamo sperarlo, ad ogni modo non sarà certo da parte nostra che finiranno volontà e tenacia di propositi.
Nella prima pagina del numero 1 tutti i titoli appaiono su una sola colonna e riguardano un solo sport: il ciclismo, lo sport più seguito in Italia all'epoca. La pagina è senza fotografie.
Sul numero 2 i due direttori indicano cos'è «La Gazzetta»: un giornale fatto di notizie e di resoconti dettagliati, scritti immediatamente dopo la conclusione degli avvenimenti sportivi. Per una fortunata coincidenza, la Gazzetta appare tre giorni prima della nascita delle prime Olimpiadi moderne, che si celebrano ad Atene dal 6 al 15 aprile 1896. Sul numero del 13 aprile i lettori possono trovare la descrizione della cerimonia di inaugurazione.
Lunedì 6 corrente furono organizzate le feste per i giuochi olimpici. L'aspettativa grandissima che vi era per questi giuochi non fu certamente superiore al risultato. La prima giornata fu splendida e per il concorso del pubblico e per i giuochi stessi che dal lato sportivo nulla lasciarono a desiderare. La folla che si radunò nello stadio e attorno al recinto si calcola più di ottantamila persone; la famiglia reale, cioè re Giorgio, le principesse Maria e Sofia e il principe Michielovich, venne alle tre allo stadio e accolta dal principe ereditario e dal comitato dei Giuochi olimpici esaminò attentamente la stupenda restaurazione del circolo dovuta alla munificienza [sic] di un ricco signore greco [Georgios Averof], quindi il re dopo aver tenuto un discorso con sentite e giustissime parole salutò la balda gioventù accorsa da ogni parte del mondo a prender parte alle gare tra gli applausi universali, prese possesso dello stadio a nome della Grecia. Incominciarono allora le orchestre riunite ad eseguire l'inno olimpico, opera del nostro amico Spyros Amara che diresse egli stesso, infine furono aperte le gare.
La Gazzetta è il primo giornale del Paese a trattare tutti i rami dello sport. Il primo numero ha venduto tutte le 20 000 copie stampate e già dal 24 aprile la testata La Gazzetta dello Sport (con l'articolo) appare in primo piano, surclassando i nomi dei due settimanali che l'hanno generata. In questo primo periodo l'impaginazione privilegia il ciclismo, che appare sempre in prima pagina. Nelle pagine interne del giornale, oltre al ciclismo, al trotto e al galoppo, compaiono podismo (chiamato all'epoca "sport pedestre"), caccia, scherma, canottaggio, tiro a segno, tiro al piccione, atletica leggera, lotta, vela e tennis. Il 21 dicembre 1896, otto mesi e mezzo dopo la sua nascita, La Gazzetta dello Sport comincia anche la pubblicazione di un romanzo d'appendice di argomento sportivo. Imitando il feuilleton francese il giornale di Costamagna e Rivera spera, attraverso il racconto sportivo, di conquistare il maggior numero possibile di lettori anche nei periodi in cui le manifestazioni sportive sono diradate.
Il 4 settembre si era tentato il passaggio ad una carta color giallo "alla francese", cioè ispirato ad una moda che viene d'Oltralpe. L'esperimento dura poco perché dal 1º gennaio 1897 si torna al verde chiaro originale. Inoltre con il primo numero dell'anno nuovo scompare la sottotestata "Il Ciclista e la Tripletta": la Gazzetta assume il nome attuale. Anche Rivera, dopo Costamagna, ha deciso infatti di chiudere il proprio giornale per concentrarsi totalmente sul bisettimanale. Alla fine del 1897 l'impaginazione passa dalle cinque colonne iniziali a sei colonne.
Nel 1898 avviene la prima importante novità editoriale: esce il Supplemento Mensile Illustrato, che arricchisce le notizie del giornale mostrando i volti dei campioni dello sport. La foliazione iniziale del Supplemento è di 16 pagine. Nel maggio dello stesso anno la città di Milano è scossa dai moti popolari di protesta. Eliso Rivera segue da vicino le manifestazioni e viene messo in carcere perché sospettato di anarchismo insieme a due redattori. Dopo 22 giorni viene rilasciato per insufficienza di prove. Ma non torna più alla Gazzetta: si dimette dalla direzione per dedicarsi alla professione per cui aveva studiato, l'avvocatura. Lo sostituisce il redattore della scherma, Roderico Rizzotti, che affianca Costamagna come direttore. Teodoro Magnasco viene promosso capo redattore. A dicembre il giornale si trasferisce in via Santa Radegonda, in un edificio più ampio con quattro locali. Il giornale viene stampato nello stabilimento Golio, nella vicina via Agnello su una lenta macchina con carrello puntifoglio; i Golio utilizzano una comune carta di colore bianco. Entra in redazione il giovane Armando Cougnet, che è giunto a Milano da Reggio Emilia percorrendo tutta la distanza che separa le due città in bicicletta.

### Il colore rosa

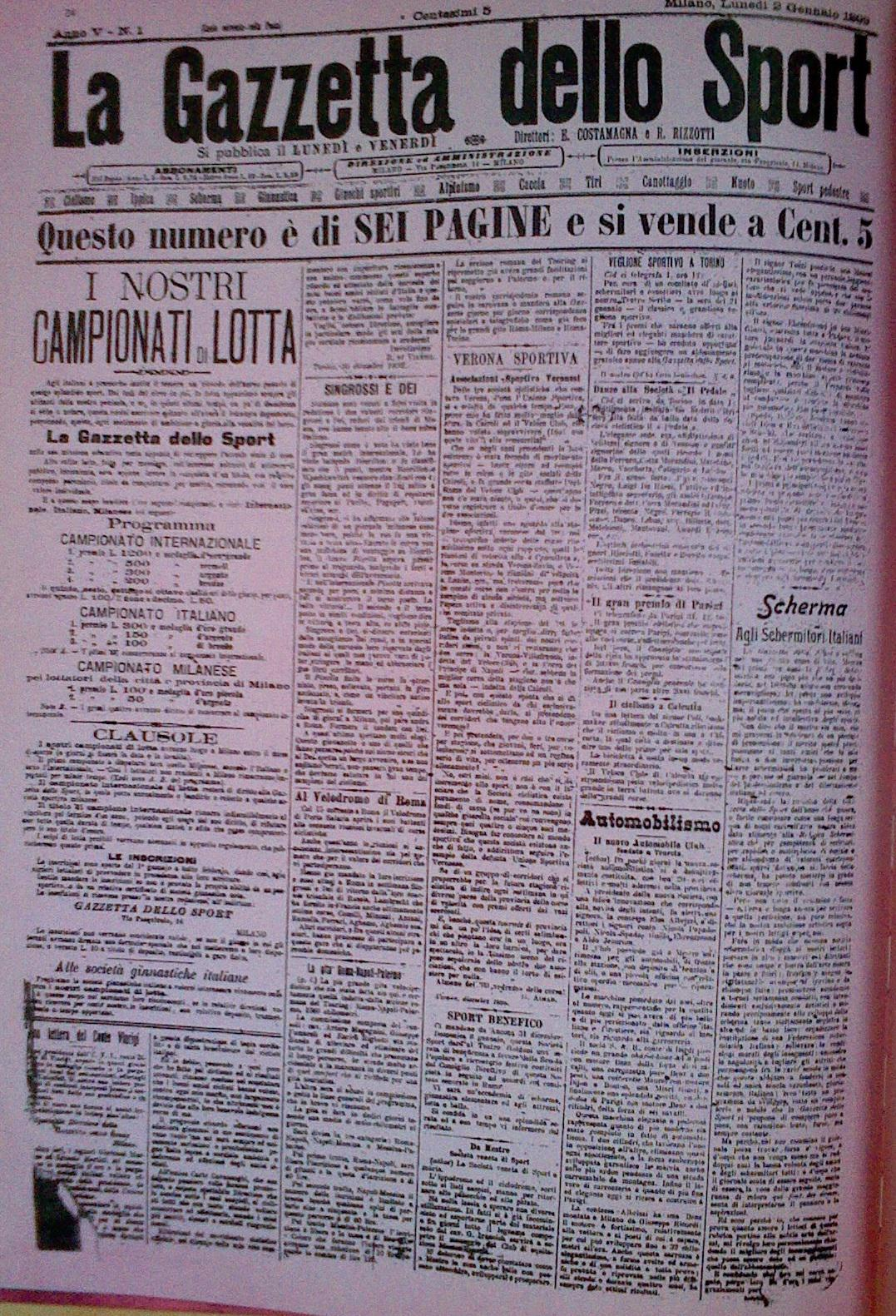
Il primo numero della «Gazzetta dello Sport» in rosa: 2 gennaio 1899.

L'idea di stampare la Gazzetta su normale carta bianca dura solo un mese. Alla fine dell'anno il giornale annuncia ai lettori il cambio di colore delle pagine: dal verde al rosa. La novità è comunicata ai lettori sul numero del 27 dicembre 1898 con un titolo a tutta pagina, il primo nella storia del giornale. Il nuovo colore fa il suo esordio il 2 gennaio 1899. Il rosa si impone subito e diventa il simbolo distintivo del giornale.
Nel 1899 il Supplemento illustrato raddoppia: passa da mensile a quindicinale. Nello stesso anno la Gazzetta patrocina la terza edizione dei campionati mondiali di sollevamento pesi, disputati in aprile al Teatro Dal Verme, e organizza il suo primo avvenimento sportivo: un incontro di scherma tra Agesilao Greco e il belga Fernand Desmet, che si disputa il 4 agosto.
Nel 1902 viene lanciata la prima manifestazione sportiva popolare organizzata dal giornale: la gara podistica Milano-Monza-Milano. La Gazzetta cresce: la tiratura sale a 36 000 copie. Nonostante il successo, Rizzotti si dimette per divergenze sulla conduzione. Costamagna rimane direttore unico del giornale; Armando Cougnet assume la direzione amministrativa. Nuovo capo redattore è nominato il giovane Edgardo Longoni. Longoni lascia dopo due anni per andare a dirigere un altro giornale, Gli Sports. Il suo successore, nel 1904 è Tullo Morgagni. Su iniziativa di Morgagni, romagnolo appassionato di motociclismo, la Gazzetta organizza la prima competizione motociclista italiana: la «1000 km a squadre». La gara si disputa il 26 giugno, con partenza da Rogoredo, alle porte della città.
Fino al 1905 la periodicità rimane stabilmente bisettimanale; solo in occasione di grandi eventi la Gazzetta esce per più giorni consecutivi. Per fronteggiare la concorrenza de Gli Sports, diretto da Longoni, il giornale organizza una nuova corsa ciclistica, il Giro di Lombardia. La prima edizione si tiene il 12 novembre 1905. Anche questa iniziativa riscuote successo; il Giro di Lombardia diventerà in pochi anni un appuntamento classico del ciclismo internazionale. Alla fine dell'anno 1906 viene pubblicato un annuario sportivo e si dà vita ad una serie di ritratti dei grandi campioni. Per la prima volta appaiono sulla Gazzetta le fotografie dei protagonisti dello sport (finora riservate al Supplemento).
In occasione della «Mostra del ciclo e dell'automobile», grande fiera che si svolge a Milano, il giornale sperimenta l'uscita con cadenza quotidiana. La Gazzetta esce nelle edicole per tutti i quindici giorni della durata della Mostra. Nel 1907 il giornale organizza un'altra corsa ciclistica, questa volta in apertura di stagione, la Milano-Sanremo. Anche questa competizione ha successo ed entrerà nel programma internazionale come gara di inizio stagione. Nel corso dell'anno la Gazzetta tocca la tiratura-record di 102 000 copie.

### Il Giro ciclistico e il Giro motociclistico d'Italia

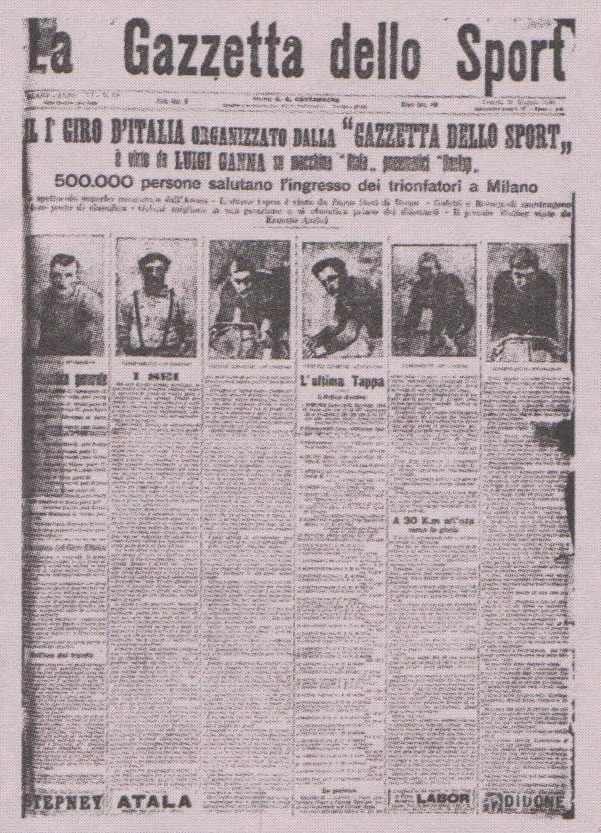
«Gazzetta dello Sport», 31 maggio 1909: Luigi Ganna vince il primo Giro d'Italia.

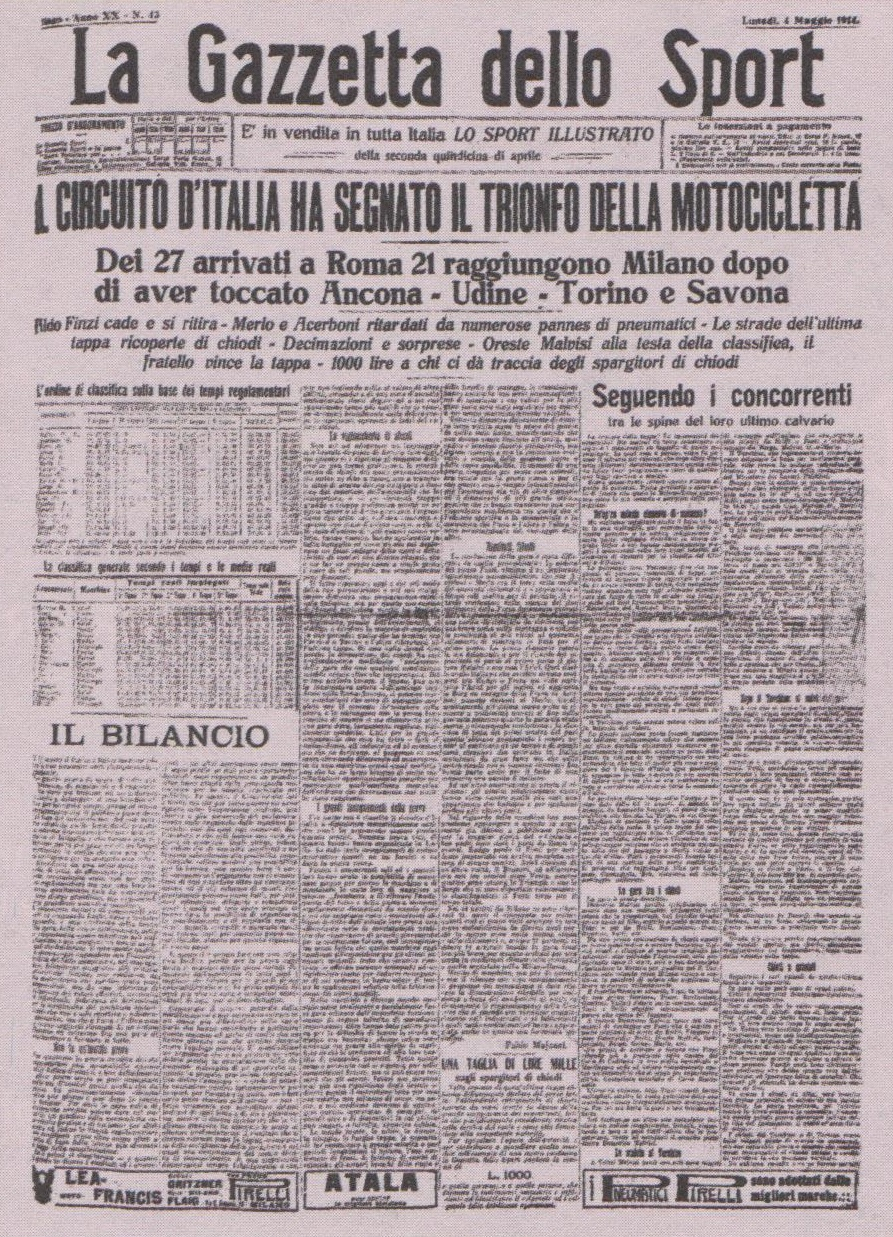
«Gazzetta dello Sport», 4 maggio 1914: il primo giro motociclistico d'Italia.

A partire dal 1908 la Gazzetta diventa definitivamente trisettimanale, con uscite il lunedì, mercoledì e venerdì. Il 24 agosto il giornale annuncia l'organizzazione del Giro d'Italia ciclistico, battendo sul tempo Corriere della Sera. Il patron della manifestazione sarà il giovane Armando Cougnet; la corsa avrà inizio l'anno successivo. Viene messo in palio per il vincitore un premio di 30 000 lire. Alla fine del 1908 il giornale si trasferisce nuovamente: da via Radegonda a via della Signora. La tipografia Enrico Reggiani è dotata di una linotype Morgenthaler affiancata da una veloce rotativa König e Bauer in grado di stampare 100 000 copie quotidiane. Quando, nel gennaio 1909 a Parigi, l'italiano Giovanni Raicevich diventa il primo campione del mondo di lotta greco-romana professionistica, la Gazzetta può sfruttare per la prima volta appieno la capacità produttiva delle macchine, raggiungendo un importante traguardo.
Il primo Giro d'Italia prende il via il 13 maggio 1909 alle 3 di notte da viale Monza, nel centro di Milano; la vittoria della prima tappa, con arrivo a Bologna, va a Dario Beni. La corsa a tappe verrà vinta da Luigi Ganna. Nel 1910 i redattori diventano professionisti e percepiscono i loro primi regolari stipendi (da 100 a 500 lire al mese). Il 1º gennaio 1913 la Gazzetta cambia società editrice. Il nuovo proprietario è in grado di infondere nuovi mezzi e risorse per lo sviluppo del giornale. Un consiglio direttivo-tecnico presieduto prima da Arturo Mercanti e poi da Edgardo Longoni (ex redattore capo ed ex direttore del concorrente Gli Sports) sostituisce Costamagna alla direzione.
La prima iniziativa editoriale della nuova gestione è il periodico Lo Sport illustrato (1913), che affiancherà il giornale per oltre 50 anni. Il primo numero esce il 15 aprile, costa 50 centesimi e viene stampato su carta patinata con copertina a colori. Diretto da Tullo Morgagni, esce con cadenza quindicinale. Durante tutto il Giro d'Italia la Gazzetta esce con cadenza quotidiana. La redazione del giornale diventa il quartier generale della corsa a tappe.
Nel 1914 la Gazzetta organizza, insieme all'Unione Sportiva Milanese, il primo giro motociclistico della penisola, denominato "Circuito d'Italia" e vinto da Oreste Malvisi in sella a una Ariel. La gara, di carattere internazionale, si svolse in quattro tappe e registrò la partecipazione di 56 concorrenti, dei quali solamente 18 giunsero al traguardo. A giustificazione di una simile ecatombe di corridori, oltre alla intuibile fragilità dei mezzi meccanici e allo stato della rete viaria, le cronache dell'epoca raccontano del malinteso senso sportivo di alcuni tifosi che cercavano di favorire i loro beniamini lanciando manciate di chiodi al passaggio degli avversari. Le macchine superstiti vennero trionfalmente esposte al 1ª Mostra Motociclistica di Milano. La manifestazione ebbe uno straordinario successo di pubblico per tutti i 2 400 km del percorso, ma lo scoppio della prima guerra mondiale impedì la sua ripetizione negli anni successivi.
Nel periodo bellico (1915-18) la Gazzetta ritorna a cadenza bisettimanale. Dal 1917 fino alla fine della guerra vengono stampate 30 000 copie gratuite inviate ai soldati al fronte ("La Gazzetta del Mitragliere"). Uno dopo l'altro i redattori devono lasciare il giornale perché chiamati alle armi: partono per il fronte Longoni, Toffaletti, Morgagni e Cougnet. Rimangono Vittorio Varale ed Emilio Colombo, che si segnala subito per la sua forte personalità.
Finita la guerra, il 15 maggio 1919 la Gazzetta può annunciare ai suoi lettori che è diventata definitivamente un quotidiano. Le Olimpiadi di Anversa 1920 incombono, ma il governo ha destinato agli atleti che rappresenteranno la nazione solo 100 000 lire. La Gazzetta lancia una sottoscrizione pubblica per aiutare a finanziare la spedizione italiana. L'iniziativa ha uno straordinario successo: vengono raccolte 600 000 lire, cifra che permette al CONI una preparazione adeguata.

### Gli anni della consacrazione
- 1898: «Supplemento Mensile Illustrato»
- 1899-1913: «Supplemento» (quindicinale)
- 1913-1923: «Lo Sport Illustrato» (quindicinale)[32][33]
- 1923-1937: «La Domenica Sportiva» (settimanale)[34]
- 1937-1967: «Lo Sport Illustrato»[35]

Dopo la fine del primo conflitto mondiale la rosea diviene quotidiano. È da lunedì 19 maggio 1919 che sotto il titolo campeggia la scritta "esce tutti i giorni".
L'apertura alle centinaia di nuove società sportive calcistiche dei capoluoghi, ma soprattutto della provincia, rinate oppure ricostituite al rientro dei militi a casa fu un impegno non semplice da sostenere. Almeno fino al 1921 le pagine sono piene di cronache, non solo di campionato, ma anche di amichevoli, frutto di una notevole rete di corrispondenti e collaborazioni. Ma con la spaccatura in due del campionato italiano di calcio (luglio 1921) la rosea non fu più capace di sostenere l'oneroso impegno e costretta a ridimensionare lo spazio dedicato alle cronache calcistiche e tagliare tutti gli spazi concessi gratuitamente all'informazione che dal 1919 era stata dedicata agli enti federali calcistici, sia nazionali che regionali.
Fu per questo motivo, lo spazio tolto alle cronache sportive regionali che sorsero a Genova il settimanale illustrato "Il Calcio" della casa editrice Barabino & Graeve, a Vicenza il settimanale sportivo "Fonosport", a Padova "Il Veneto Sportivo" e diversi giornalini sia locali che di club ai massimi livelli del calcio italiano perché la Gazzetta non pubblicava più le formazioni complete oppure sceglieva di pubblicare solo la squadra vincente.
Lo spazio che prima del 1922 veniva fornito gratuitamente agli enti sportivi federali da settembre fu dato alla FIGC esclusivamente a pagamento, tanto che il trisettimanale torinese "Il Paese Sportivo" sulle sue colonne aprì una polemica feroce nei confronti della rosea. Il giornale sportivo torinese scrisse che i comunicati ufficiali del calcio venivano sulla rosea definiti "d'urgenza" e pubblicati a pagamento anche quando non lo erano abusando delle casse federali visto che alla Gazzetta pagavano ben 7 centesimi a riga e, dato che la Presidenza Federale era il loro miglior cliente, alla rosea era accordato lo sconto del 30%. Il settimanale torinese guadagnò un maggior numero di lettori optando alla pubblicazione gratuita dei comunicati ufficiali della FIGC, che all'epoca aveva sede a Torino, e dei Comitati Regionali Piemontese e Ligure.
Nel settembre 1922 viene inaugurata l'edizione sud editata dalla redazione sportiva di Roma.
Sotto la direzione di Emilio Colombo, direttore dal 1922 al 1936 quasi senza soluzione di continuità, affiancato da Cesare Fanti come redattore capo, il giornale sa alimentare le grandi rivalità fra i campioni (Girardengo-Belloni, Binda-Guerra), che crearono il tifo ciclistico. La tiratura del quotidiano raggiunge vertici eccezionali con delle punte di 500 000 copie. Il 9 dicembre 1923 Lo Sport Illustrato diventa La Domenica Sportiva. Esce nel giorno di festa e costa 40 centesimi.
A seguito del cambio dei vertici federali della FIGC con la nomina del bolognese Leandro Arpinati la rosea perse nel 1926 la qualifica di "organo ufficiale del CONI", qualifica che fu invece accordata al trisettimanale Il Corriere dello Sport di cui la camicia nera era stato nel 1924 uno dei fondatori. Inizia per il quotidiano milanese un periodo molto difficile in cui l'informazione sportiva è ancora ridotta ai minimi termini. Solo a partire dal luglio 1927, approfittando del passaggio di tutte le federazioni indipendenti sotto il CONI fascista e del perentorio sviluppo del calcio provinciale in ambito U.L.I.C., la rosea dedica alle squadre minori una pagina il giovedì e venerdì e così riconquista una grande fetta dei lettori sportivi che dal 1925 avevano visto sparire dalle edicole molta parte della stampa non allineata per motivi politici al regime. La concorrenza con il settimanale bolognese Il Littoriale (ex Corriere dello Sport dal dicembre 1927), divenuto quotidiano nel settembre 1928, divenne molto accesa e spietata. La Gazzetta non era più l'unico quotidiano sportivo nazionale.
Nel 1926 la Gazzetta ha finalmente una sede tutta sua: un fabbricato di quattro piani in via Galilei costruito sui terreni dell'ex birreria Spluga. La redazione e la tipografia entrano in funzione l'anno successivo.
Dal 1930 il quotidiano esce su 7 colonne (l'ultimo ampliamento era stato nel 1899) e le edizioni vengono portate a 5 dividendo il nord Italia in 3 edizioni (Piemonte e Liguria, Lombardia quale prima edizione e Triveneto) più l'edizione del centro editata a Roma e quella del sud. Nel 1938 le colonne diventano 8. Negli anni trenta il giornale organizza manifestazioni in tutti i rami dello sport: atletica, ciclismo, motociclismo, lotta, scherma, sci, nuoto, pugilato, pesistica e partecipa all'organizzazione della Mille Miglia. Nel 1931 Armando Cougnet, direttore del Giro d'Italia nonché direttore amministrativo della Gazzetta, sceglie di contrassegnare con una maglia caratteristica il corridore in testa alla classifica, per renderlo meglio riconoscibile al pubblico. Nasce la maglia rosa.
Il ciclismo è nettamente lo sport più popolare in Italia, il suo dominio è incontrastato. Un paragone è utile: nel 1935 la Juventus vince il suo quinto titolo nazionale consecutivo, ma la notizia non trova posto in prima pagina perché in quei giorni si sta correndo il Giro.

Nel 1936 una polemica sorta tra il direttore Emilio Colombo e il giovane Bruno Roghi aveva portato quest'ultimo a sostituirlo alla guida del giornale. La direzione di Roghi cessa con il Proclama Badoglio dell'8 settembre 1943.
Tra il 1944 e il 1945, quando l'Italia è attraversata dal fronte, la Gazzetta è ridotta ai minimi termini: esce un solo giorno alla settimana, il lunedì, su quattro pagine e viene stampata su carta bianca, a causa della penuria di materia prima. Dopo la fine della guerra, Bruno Roghi ritorna alla guida del quotidiano. Il 2 luglio 1945 il giornale torna in edicola. Costa 4 lire, esce due volte la settimana (lunedì e venerdì), è stampato ancora su carta bianca e, date le limitazioni nell'assegnazione della carta, è formata da un unico foglio. Il 3 settembre 1945 la Gazzetta ritorna ad essere stampata regolarmente su carta rosa; il 1º ottobre ridiventa un quotidiano.

### Dal 1946 al boom degli anni ottanta
Nel 1946 esce a Trieste l'edizione della "Gazzetta Giuliana", interamente stampata nel capoluogo. Questa particolare edizione dura sei mesi. Il 9 giugno 1946 viene varato il settimo numero settimanale. Secondo la legge dell'epoca, che limita a 6 le uscite dei quotidiani ogni sette giorni, possiede una propria testata («La Gazzetta Sportiva») e una numerazione autonoma. Nel 1949 torna ad uscire il supplemento «Lo Sport illustrato», che aveva sospeso le pubblicazioni nel 1945.
Nel 1950 comincia il decennio della direzione di Giuseppe Ambrosini, che guida la Gazzetta fino al 1961. Insieme con Gianni Brera (condirettore 1949-54) inaugura una vera e propria rivoluzione nella scrittura delle notizie, spogliandola dei facili effetti che indulgevano a una certa retorica, per indirizzarla, con una prosa precisa ed asciutta, sui binari di una scienza esatta, in notevole anticipo sui tempi.
Negli anni cinquanta si avvia una ricollocazione degli sport: a pagina 2 (una pagina "nobile") trovano spazio pallacanestro, nuoto, ginnastica, atletica leggera e tennis. Invece a pagina 3 si fa un tentativo di "Terza pagina", cioè di servizi non legati dall'attualità quotidiana, che consentono di riflettere sul momento che sta attraversando uno sport o un campione. Il primo appare il 19 gennaio 1952 a firma di Gianni Brera e s'intitola "L'avocatt in bicicletta - Il romanzo di cinquant'anni del ciclismo nel racconto di Eberardo Pavesi".
Nel 1961 Ambrosini lascia spazio a Gualtiero Zanetti, che un anno prima lo aveva affiancato come condirettore. Zanetti è un uomo molto introdotto negli ambienti che contano, sia nella Lega Calcio che nel CONI; con lui aumenta il "peso politico" della Gazzetta. Per quanto riguarda la fattura del giornale, il nuovo direttore è fautore di una linea freddamente e scrupolosamente cronachistica: vanno date tutte le notizie nel modo più preciso e documentato possibile; nessuna eleganza letteraria, nessun artificio grafico sensazionale. Con Zanetti il calcio assume per la prima volta stabilmente il primo posto nella gerarchia delle notizie, superando il ciclismo.
Nel 1966, nel quadro di un nuovo programma di rilancio editoriale, la Gazzetta abbandona la sede di via Galilei (in cui era arrivata nel 1926) per trasferirsi in piazza Cavour. La stampa è affidata alla tipografia SAME. Si decide di chiudere il supplemento "Lo Sport illustrato", che cessa le pubblicazioni l'anno successivo. Nel 1970 nasce "90º minuto", programma tv che mostra le immagini delle partite di Serie A ad appena 45' minuti dalla loro conclusione. La televisione scavalca definitivamente la stampa nella cronaca dell'evento sportivo. L'offerta televisiva "sazia" l'appassionato nello stesso giorno in cui si svolgono le partite. Il giorno dopo lo sportivo vuole leggere i perché, i retroscena dei fatti. La risposta che dà la Gazzetta a questa nuova esigenza rappresenta un nuovo capitolo nella storia del giornalismo sportivo italiano.
Il nuovo direttore (dal 1976) Gino Palumbo (con Bruno Raschi vicedirettore) rivoluziona il modo di comunicare la notizia. Il giornalista non è più chiamato ad esprimere un illuminato parere, ma deve «stare tra la gente», far partecipare il lettore, per questo i termini tecnici devono essere usati con parsimonia e comunque vanno sempre spiegati. La cronaca dell'avvenimento non basta più: i giornalisti della "Gazzetta" vengono istruiti sul dare la caccia a ciò che precede e a ciò che segue l'avvenimento sportivo, alla ricerca di polemiche e curiosità. Per andare oltre la cronaca, si dà ampio spazio alle interviste con i protagonisti.
Palumbo compie anche una rivoluzione grafica. Nasce la prima pagina con funzione di "vetrina", novità assoluta per il giornalismo sportivo italiano. L'unico servizio che compare in prima pagina è l'articolo di fondo. Tutto lo spazio è occupato da grossi titoli di impatto immediato (Palumbo introduce il neretto in prima pagina) e di facile interpretazione. Nel 1977 l'editore Rizzoli fa scattare un piano di potenziamento del giornale:
- apertura di centri stampa in teletrasmissione (a Napoli, Trieste, Genova, e Roma);
- "La Gazzetta dello Sport Illustrata", che esce come supplemento a colori il sabato (dal 1977 fino al 1981);
- le edizioni regionali (Triveneto dal 1977, Sicilia dal 1981)

La formula adottata da Palumbo incontra un vasto successo: la tiratura sale da 160 000 a 320 000 copie di vendita media giornaliera. Come numero di lettori, la Gazzetta passa da 1 220 000 nel 1975 (quarto quotidiano nazionale) a 1 961 000 nel 1980 (secondo quotidiano nazionale), per diventare primo quotidiano italiano nel 1982 con 2 811 000 lettori. L'anno successivo supera i tre milioni di lettori (3 078 000) come media giornaliera. Il 12 luglio 1982, giorno successivo alla finale del campionato mondiale di calcio in Spagna, La Gazzetta stampa 1 469 043 copie, saturando tutte le possibilità produttive e stabilendo il primato assoluto di tiratura per la "rosea".
All'apice del successo, Gino Palumbo decide di lasciare; sceglie come suo successore Candido Cannavò, che è entrato alla Gazzetta dal 1955 come corrispondente dalla Sicilia ed è stato chiamato a Milano l'anno prima per fare un anno di ambientamento. Nel 1983 viene aperto il sesto centro stampa a Catania; Pompei subentra a Napoli. Nel 1984, in occasione delle Olimpiadi di Los Angeles (Stati Uniti), la Gazzetta viene teletrasmessa quotidianamente nella città californiana: esce in contemporanea con l'Italia (e non con un giorno di ritardo come accade normalmente per i giornali stranieri). Il 7 novembre, a titolo sperimentale, la Gazzetta viene teletrasmessa in Cina. Negli anni 1982-83 la Gazzetta può fregiarsi del titolo di primo quotidiano italiano, a causa del periodo di appannamento attraversato dal Corriere della Sera. La tiratura media del 1982 è di 566 243 copie
Altri centri stampa vengono aperti tra il 1987 e il 1993 a Bari, Padova, Pessano con Bornago e Cagliari. Nel 1986 ha inizio la teletrasmissione a Francoforte sul Meno, in Germania, per il centro Europa; verrà rafforzata nel 1994 con l'apertura del centro di Charleroi, in Belgio. Nel 1989 viene battuto il record di tiratura stabilito sette anni prima: in occasione della vittoria del Milan in Coppa dei Campioni, La Gazzetta tira 1 486 110 copie.

### Dagli anni novanta a oggi

Il calciatore olandese Patrick Kluivert sfoglia una copia della Gazzetta nel 1997

Nel febbraio 1992 La Gazzetta, in pieno fervore olimpico, dedica tutta la prima pagina alle medaglie conquistate ai Giochi invernali di Albertville da Alberto Tomba, Deborah Compagnoni e la 4x10 maschile di sci di fondo: per la prima volta nella sua storia moderna il calcio non compare in prima pagina. Nel 1994 La Gazzetta torna oltreoceano: si inaugura la teletrasmissione permanente negli Stati Uniti.
Nel 1995 vengono lanciati due nuovi supplementi: «La Gazzetta dello sportivo», un tabloid di 32 pagine in uscita il venerdì con notizie e approfondimenti per gli sportivi praticanti (primo numero: 27 gennaio 1995); «La Gazzetta dello Sport Magazine», settimanale in uscita il sabato, che riprende la tradizione degli allegati in carta patinata con fotografie di alta qualità. (primo numero: 28 ottobre 1995). Il curatore è Elio Trifari, vicedirettore del quotidiano. Nel 2000 «La Gazzetta dello sportivo» viene accorpata al giornale e ne vengono aperte alcune sezioni su Internet. In maggio viene varata l'edizione romana (alcune pagine inserite nella foliazione). Infine, il «Magazine», dopo aver cambiato veste grafica e testata, assume il nuovo nome di «SportWeek» (il cui primo numero esce il 12 febbraio 2000).
Con l'avvento alla direzione di Pietro Calabrese (2002) avvengono alcune piccole, ma significative modifiche: il titolo in prima pagina è tutto in stampatello ed è composto da poche parole; a pagina 2 non vi sono più i programmi televisivi, che vengono spostati nelle ultime pagine; le pagg. 2 e 3 vengono così dedicate all'avvenimento più importante della giornata. Il 16 dicembre 2004 La Gazzetta ha abbandonato per un giorno il suo classico colore rosa ed è stato stampato su carta verde per promuovere l'uscita nelle sale italiane del film Shrek 2. Il ricavato di questa operazione di marketing, pari a 120 000 euro, è stato devoluto in beneficenza.
Il 10 luglio 2006, all'indomani della vittoria della nazionale di calcio italiana ai Mondiali, la tiratura del giornale ha battuto il record italiano precedente (che apparteneva sempre a La Gazzetta) con l'incredibile cifra di 2 302 808 copie. Il 29 marzo 2008, il giornale, seguendo una tendenza generalizzata della stampa italiana, cambia formato diventando tabloid. Oltre alla riduzione delle dimensioni si registra l'inserimento del colore in tutte le pagine. La testata è corredata del sottotitolo «Tutto il rosa della vita», che da allora accompagna ogni numero del quotidiano.
Attualmente La Gazzetta viene teletrasmessa in sei centri stampa in Italia e in tre all'estero: i dati di diffusione 2010 la confermano primo giornale italiano con 3 995 000 lettori di media al giorno. La Gazzetta dello Sport, di domenica, esce con la testata La Gazzetta Sportiva, in ossequio ad un'antica legge che in Italia impediva ad un quotidiano di uscire per più di 6 giorni alla settimana. Oggi tale legge non esiste più ma la tradizione è rimasta.
A fine 2013 l'editore (RCS MediaGroup) ha annunciato l'apertura di un'agenzia di scommesse sportive online con il marchio del quotidiano: «GazzaBet». La redazione si è mostrata subito contraria ed ha proclamato due giorni di sciopero, effettuati nel gennaio 2014.
Dal 23 dicembre 2014 la nuova sede del giornale è in Via Rizzoli a Milano, sede anche di RCS MediaGroup.
Il 26 febbraio 2015 è stato lanciato il canale televisivo «Gazzetta TV» sul digitale terrestre, edito da Digital Factory (società partecipata al 60% da Digicast, integralmente controllata da Rcs MediaGroup, e al 40% da DeA 59 del gruppo De Agostini). L'editore aveva posto un obiettivo in termini di ascolto da raggiungere entro la fine dell'anno. L'obiettivo non è stato raggiunto e il canale ha chiuso le trasmissioni il 6 gennaio 2016. Gazzetta TV ha trasmesso le partite della Copa América 2015 (campionato sudamericano di calcio per nazioni).
Nel 2016 in due occasioni la Gazzetta abbandona il colore rosa: il 3 aprile, giorno del 120º anniversario, è stampata su carta verde; in allegato un libro con le più belle prime pagine; il 10 giugno, inizio di Euro 2016, è stampata nei colori della bandiera italiana, e con lo slogan Tutto il tricolore della vita. 
Il giornale ha poi cambiato colore un'altra volta: l'11 giugno 2021, in occasione dell'inizio di Euro 2020, quando si è colorato di azzurro con lo slogan Tutto l'azzurro della vita.
Dall'8 maggio 2019 il quotidiano esce in un'edizione profondamente rinnovata, sia nella grafica che nell'organizzazione dei contenuti.

#### La Gazzetta su Internet
Il 26 agosto 1997, alle 3 del mattino, nasce il sito web del giornale. Con quasi un milione di visitatori unici al giorno, oggi Gazzetta.it si pone ai vertici dei giornali online italiani.
Il 22 ottobre 2002 il gruppo editoriale Rcs MediaGroup, in collaborazione con la Icon MediaLab s.r.l., presenta un nuovo servizio a pagamento per la consultazione del quotidiano on-line su Edicola. Il servizio mette a disposizione degli utenti, oltre alla già citata possibilità di consultare on-line la versione digitale grafica (file PDF) o testuale (file TXT) del quotidiano presente nelle edicole, la possibilità di sottoscrivere abbonamenti settimanali, mensili ed annuali.
La Gazzetta dello Sport, a partire dall'estate 1994, ospitò il gioco del fantacalcio sulle sue pagine fornendo le votazioni per calcolare i punteggi delle "fantasquadre". L'iniziativa fu un grosso successo editoriale: inizialmente era ipotizzata una partecipazione di circa 10.000 partecipanti ma, nel corso dell'anno, furono raggiunti 70.000 iscritti. In seguito al successo della versione cartacea, La Gazzetta dello Sport ha creato il portale Magic, che nel 2022 diventa Fantacampionato.

## Variazioni dell'assetto proprietario
- 1896 Proprietari della testata sono i soci fondatori Eugenio Camillo Costamagna ed Eliso Rivera. Editore del giornale è Sonzogno.
- 1906 Il 24 gennaio si costituisce la società in accomandita per azioni «La Gazzetta dello Sport»; i co-gerenti sono Costamagna ed Armando Cougnet (giornalista, alla «Gazzetta» dal 1898); il capitale è di 300.000 lire. Tra gli azionisti figurano tutte le principali aziende del settore ciclistico ed automobilistico, tra cui la Fiat (rappresentata da Giovanni Agnelli senior), l'Isotta-Fraschini (rappresentata da Vincenzo Fraschini), Alberto Pirelli ed Edoardo Bianchi.
- 1911 Costamagna cede per 100.000 lire le sue azioni ad Armando Cougnet. Cougnet liquida la società e diviene proprietario unico della testata.
- 1913 Il 1º gennaio il giornale viene rilevato dal gruppo editoriale guidato dall'industriale Giuseppe Pontremoli e dal banchiere Luigi Della Torre (contitolare della Banca Zaccaria Pisa di Milano) per 250.000 lire (125.000 in contanti e il resto in azioni della casa editrice). Il gruppo è proprietario anche del quotidiano "Il Secolo". Viene costituita una nuova società editrice con un capitale di 500.000 lire. Al vertice della società vi è Pontremoli. La gestione del giornale è affidata a un Consiglio Tecnico Sportivo presieduto da Arturo Mercanti. Edgardo Longoni viene nominato vicepresidente, con delega (conferitagli dallo stesso Pontremoli) alla direzione del giornale. La Gazzetta si trasferisce in corso di Porta Nuova.
- 1919 L'ingegner Pontremoli cede le sue quote a Della Torre. In sua vece viene nominato il senatore Bertesi; in poco tempo i conti della società peggiorano. Un intervento della Banca Zaccaria Pisa permette di salvare la società; la Gazzetta diventa proprietà di fatto dell'istituto.
- 1922 Si forma una cordata di professionisti ed imprenditori milanesi per rilevare il giornale. Si fa avanti l'avvocato Gian Antonio De Verzoni, che rileva il giornale da Luigi Della Torre. Il 20 febbraio 1922 viene fondata la nuova società di gestione, «Anonima Editrice "Gazzetta dello Sport"», dotata di un capitale iniziale di 600 000 lire. Primo presidente è Piero Pogliani, facoltoso commercialista milanese e amico di De Verzoni. A dirigere il giornale viene chiamato Emilio Colombo.
- 1925 Il regime fascista allontana De Verzoni dalla proprietà ed insedia al vertice della società editrice un suo uomo, Giovanni Dabbusi, che però non ha esperienze nella conduzione di una società.
- 1929 Il conte Alberto Bonacossa raccoglie i 4/5 del pacchetto azionario, acquisendo il controllo della società editrice, e diventa il proprietario della testata. Rimane ininterrottamente presidente del consiglio d'amministrazione fino alla morte, con l'eccezione del periodo settembre 1943 - aprile 1945, durante il quale la Repubblica Sociale espropria la testata a favore del "Gruppo editoriale Repubblica fascista".
- 1945 In luglio Bonacossa fonda una nuova società, la S.E.S.S. (Società Editrice Stampa Sportiva) cui affida la gestione editoriale; lo stesso Bonacossa ne è il presidente.
- 1953 Muore Alberto Bonacossa. La proprietà della testata passa al figlio Cesare.
- 1968 Giuseppe Pasquale, ex commissario della Lega Nazionale Professionisti e poi presidente della F.I.G.C., acquista la Gazzetta. Dopo il cambio di gestione il quotidiano è edito dalla S.E.E. (Società Esercizi Editoriali), di cui Pasquale è amministratore unico.
- 1972 A causa di spericolate operazioni finanziarie, Giuseppe Pasquale va incontro a un clamoroso dissesto finanziario. Il 27 gennaio la società proprietaria della testata, che fa capo alla famiglia Bonacossa, assume direttamente la gestione del giornale. Il 1º giugno 1972 Giuseppe Pasquale fallisce. La S.E.E scompare e la gestione editoriale della Gazzetta è rilevata (1º luglio) dalla N.E.S. (Nuove Edizioni Sportive), società del gruppo Fiat.
- 1976 Il gruppo Rizzoli-Corriere della Sera (oggi RCS MediaGroup) acquista dalla Fiat il pacchetto azionario della N.E.S. La testata invece rimane di proprietà della famiglia Bonacossa. L'anno seguente (15 giugno 1977) la Gazzetta si trasferisce nello stabile dell'Editoriale Corriere della Sera. Da allora il giornale è stampato nella tipografia di via Solferino. Il capitale sociale della N.E.S. ammonta a 300 milioni di lire ed è diviso in azioni da mille lire cadauna. Le azioni sono così assegnate: 51% alla Rizzoli Editore S.p.A.; 49% all'Editoriale Corriere della Sera[56].
- 1984 La RCS viene acquisita da una cordata di cui fanno parte nomi importanti dell'industria e della finanza nazionali. Il primo azionista è Gemina (holding posseduta dalla famiglia Agnelli), con il 46,28%; «Iniziativa ME.TA.» (società controllata da Montedison), è il secondo azionista con il 23,24%. Nel 1986 avviene una riorganizzazione per comparti: la Gazzetta viene inserita nella «RCS Quotidiani», che è tuttora la società editrice del quotidiano.

## Allegati e supplementi
Tra i vari allegati settimanali del quotidiano sono presenti Extra Time e SportWeek, pubblicati rispettivamente il martedì e sabato.
Il 1º luglio 2018, è stato inoltre lanciato Fuorigioco, che viene diffuso la domenica.

### Collane editoriali
La Gazzetta ha poi pubblicato numerose collane editoriali (in formato di videocassetta o DVD), spesso in collaborazione con Rai Trade ed altri quotidiani. Tra le più importanti vanno citate:
- Campionato io ti amo: una raccolta in DVD dedicata alla Serie A calcistica, proponendo in ogni numero una singola stagione del campionato (dal 1970-71 al 2014-15).[60] Con lo stesso nome è stata diffusa una serie di album sul modello Panini.[61]
- GOL: un'opera dedicata ai gol di Inter, Milan e Juventus suddivisi per tipologie ed ordine cronologico.[62]
- Hall of Fame: un compendio sui campioni delle tre squadre succitate, classificati per categorie.[63][64][65]

Sempre alle «tre grandi» del calcio italiano, è stato dedicato un decalogo sulle partite celebri nonché sulla loro storia. Altre collane hanno invece riguardato la Nazionale azzurra, il campionato statunitense di pallacanestro, l'automobilismo, la pesca, cinema e cartoni animati. Sono state inoltre proposte iniziative di collezionismo, con spille e poster dedicati agli atleti.
Infine, la rosea ha accompagnato la diffusione editoriale delle Garzantine.

## Gli eventi sportivi dellaGazzetta
Oltre al Giro d'Italia, oggi la Gazzetta dello Sport organizza il Giro di Lombardia, nato nel 1905, la Milano-Sanremo (1907), la Tirreno-Adriatico, il Giro del Piemonte, il Giro del Lazio, la Monte Paschi Eroica, il Campionato italiano di beach volley, la Milano City Marathon e numerose altre gare in diverse discipline sportive.

## Direttori
- Eugenio Camillo Costamagna ed Eliso Rivera (3 aprile 1896 - maggio 1898)[78]
- Eugenio Camillo Costamagna e Roderico Rizzotti (maggio 1898 - 1902)[79]
- Eugenio Camillo Costamagna (1902 - 31 dicembre 1912)

Scelti dalla nuova proprietà
- Consiglio direttivo tecnico. Presidente Arturo Mercanti.
  - Edgardo Longoni, vicepresidente con funzioni di direttore (1º gennaio 1913- fine 1914)
- Ugo Toffaletti, gerente responsabile (fine 1914-1917) 
  - Vittorio Varale, condirettore dal 1915
- Vittorio Varale (1917 - febbraio 1922)
- Emilio Colombo (febbraio 1922 - autunno 1923)
- Lando Ferretti e Pietro Petroselli (autunno 1923)
- Lando Ferretti (dicembre 1923 - gennaio 1924)
- Renato Tassi (gennaio - 19 giugno 1924)
- Emilio Colombo (2ª volta), (20 giugno 1924 - 6 ottobre 1936)

Scelti dalla famiglia Bonacossa
- Bruno Roghi (7 ottobre 1936 - 8 settembre 1943)
  - Ugo Toffaletti, facente funzioni (9 settembre-17 dicembre 1943)
- Armando Cougnet (18 dicembre 1943 - 2 aprile 1944)

La testata viene espropriata dal governo della Repubblica Sociale
- Emilio Colombo (3ª volta), (3 aprile - 5 novembre 1944)
- Luigi Ferrario (6 novembre 1944 - 23 aprile 1945)

Sospensione per decreto del CLN: 27 aprile - 21 giugno 1945.
Scelti dalla famiglia Bonacossa
- Bruno Roghi, 2ª volta (2 luglio 1945 - 31 marzo 1947)
- Emilio De Martino (6 maggio 1947 - 8 gennaio 1950)
  - Gianni Brera (condirettore dal 1º dicembre 1949)
- Gianni Brera e Giuseppe Ambrosini (9 gennaio 1950 - 25 novembre 1954)
- Giuseppe Ambrosini (26 novembre 1954 - 18 giugno 1961)
  - Gualtiero Zanetti (condirettore dal 10 aprile 1960)
- Gualtiero Zanetti (19 giugno 1961 - 30 giugno 1973)
- Giorgio Mottana (1º luglio 1973 - 30 aprile 1975)
- Remo Grigliè (1º maggio 1975 - 5 novembre 1976)

Scelti dal Gruppo Rizzoli
- Gino Palumbo (6 novembre 1976 - 10 marzo 1983)
  - Gianni De Felice (condirettore fino al 1982)
  - Maurizio Mosca, ad interim (1981 - 10 marzo 1983)
  - Candido Cannavò (condirettore dal 1982)
- Candido Cannavò (11 marzo 1983 - 11 marzo 2002)

Scelti dalla RCS-MediaGroup
- Pietro Calabrese (12 marzo 2002 - 30 novembre 2004)
- Antonio Di Rosa (1º dicembre 2004 - 6 febbraio 2006)
- Carlo Verdelli (7 febbraio 2006 - 22 febbraio 2010)
- Andrea Monti (23 febbraio 2010 - 21 giugno 2020)
- Stefano Barigelli (22 giugno 2020 - in carica)

## Sede
La Gazzetta dello Sport nella sua lunga storia ha avuto diverse sedi:
- 1896-1900: Via Pasquirolo, 14 (odierna Largo Corsia dei Servi, 14).
- 1900-1909: Via Santa Radegonda, 10.
- 1909-1914: Via della Signora, 13 e 15.
- 1914-1920: Corso di Porta Nuova, 13 e Galleria Vittorio Emanuele II, 74.
- 1920-1927: Corso di Porta Nuova, 19 (dal 1924 anche via Moscova, 17).
- 1927-1932: Via Galileo Galilei, 5 bis.
- 1932-1933: Via Giuseppe Verdi, 9.
- 1933-1938: Via Galileo Galilei 5 bis e Piazza del Duomo, 22 (fino al 1935).
- 1938-1976: Via Galileo Galilei, 7.
- 1976-2014: Via Solferino, 28
- Dal 23 dicembre 2014: Via Angelo Rizzoli, 8

## Firme

### Vicedirettori
I vicedirettori sono:
- Gianni Valenti
- Andrea Di Caro
- Pier Bergonzi
- Stefano Agresti

### Collaboratori storici
Hanno scritto per la Gazzetta:
- Adolfo Cotronei
- Lando Ferretti
- Tullo Morgagni[82]
- Bruno Slawitz
- Giorgio Fattori
- Mario Fossati
- Luigi Gianoli
- Aldo Bardelli
- Renato Morino
- Alfredo Berra
- Aronne Anghileri
- Gianmaria Dossena
- Bruno Raschi
- Rino Negri
- Emilio Violanti
- Franco Mentana
- Angelo Rovelli
- Rino Tommasi
- Maurizio Mosca
- Gianni Mura
- Stefano Boldrini
- Mimmo Malfitano
- Fausto Narducci
- Sergio Trabalza (corrispondente estero da Australia e Italia, 1969 - 1974)
- Marco Cassani
- Lodovico Maradei
- Mario Sconcerti
- Rosanna Marani (la prima firma femminile)[83]
- Alfio Caruso
- Lanfranco Vaccari
- Beppe Severgnini
- Carmelo Silva (disegnatore)

### Attuali giornalisti
Fanno parte della redazione, tra gli altri:
- Luca Curino
- Stefano Agresti
- Luca Gialanella
- Marco Guidi
- Fabrizio Salvio
- Gianluca Pasini
- Pier Bergonzi
- Luigi Garlando
- Fabiana Della Valle
- Mario Pagliara
- Luca Taidelli
- Andrea Schianchi
- Fabio Licari
- Filippo Maria Ricci
- Giovanni Albanese
- Francesco Pietrella
- Lorenzo Astori
- Alessio Da Ronch
- Francesco Ceniti
- Matteo Dalla Vite
- Matteo Garioni
- Alex Frosio
- Giorgio Specchia
- Serena Gentile
- Carlo Laudisa
- Manuele Loscerbo
- Gregorio Spigno
- Luca Bianchin
- Giulio Di Feo
- Stefano Cieri
- Nicola Berardino
- Niccolò Longo
- Andrea Pugliese
- Matteo Nava
- Francesco Velluzzi
- Stefano Capasso
- Marco Nicolucci
- G.B. Olivero
- Fabio Licari
- Andrea Elefante
- Alessandra Gozzini
- Marco Pasotto
- Jacopo Gerna
- Marco Fallisi
- Andrea Ramazzotti
- Giuseppe Nigro
- Andrea Elefante
- Alessandra Bocci
- Luigi Perna
- Paolo Avanti
- Paolo Filisetti
- Nicola Melillo
- Nicola Binda
- Davide Longo
- Vincenzo D'Angelo
- Filippo Cornacchia
- Fabio Russo
- Livia Taglioli
- Luca Bratina
- Massimo Oriani
- Marisa Poli
- Lorenzo Franculli
- Marco Iaria
- Andrea Mattei
- Davide Chinellato
- Luca Castaldini
- Giusto Ferronato
- Vito Schembari
- Filippo Di Chiara
- Chiara Soldi
- Michela Cuppini
- Giacomo Detomaso
- Antonino Morici
- Aldo Cangemi
- Andrea Fanì
- Filippo Conticello
- Elisabetta Esposito
- Sebastiano Vernazza
- Riccardo Crivelli
- Federica Cocchi

## Edizioni
Sin dagli anni settanta del XX secolo la Gazzetta dello Sport ha avuto diverse edizioni locali. Dal 2018 sono cessate.

## Diffusione

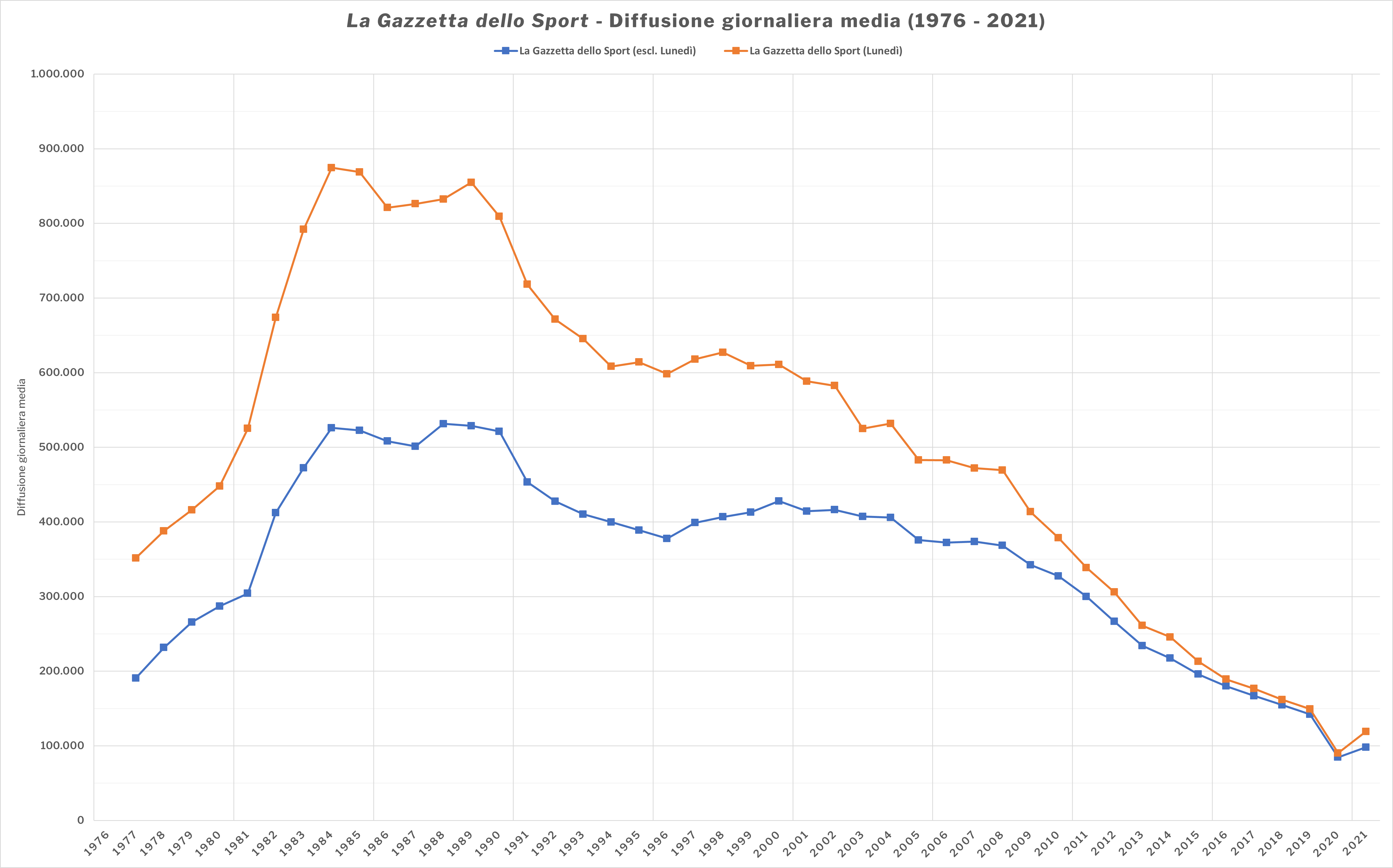
Diffusione media giornaliera de "La Gazzetta dello Sport" (sia la versione del Lunedì, che quella degli altri giorni), dal 1976 ad oggi. Dati ADS.

La pubblicazione ha risentito maggiormente rispetto ad altri quotidiani del drastico calo di vendite dovuto a Internet. Fino al 2011 era il terzo quotidiano italiano. Nel 2012 le vendite sono scese sotto quelle del «Sole 24 Ore»; nel 2014 la Gazzetta è stata superata anche dalla «Stampa». Solo nel 2017 ha ripreso la tradizionale terza posizione.
La diffusione di un quotidiano si ottiene, secondo i criteri di Accertamenti Diffusione Stampa (ADS), dalla somma di: Totale Pagata + Totale Gratuita + Diffusione estero + Vendite in blocco.

Dal 2021 ADS ha abbandonato la distinzione tra copia cartacea e copia digitale, che è stata sostituita dalla distinzione tra «vendite individuali» (copie pagate dall’acquirente) e «vendite multiple» (copie pagate da terzi).
| Anno | Diffusione |
| ---- | ---------- |
| 2023 | 167 203    |
| 2022 | 111 258    |
| 2021 | 98 197     |

1. ↑  Escluso il lunedì.

| Anno | Totale diffusione (cartacea + digitale) | Diffusione digitale | Diffusione cartacea | Tiratura |
| ---- | --------------------------------------- | ------------------- | ------------------- | -------- |
| 2020 | 96 688                                  | 11 943              | 84 745              | 149 962  |
| 2019 | 153 198                                 | 10 950              | 142 248             | 218 156  |
| 2018 | 165 090                                 | 10 214              | 154 876             | 235 496  |
| 2017 | 177 657                                 | 10 659              | 166 998             | 252 250  |
| 2016 | 190 763                                 | 10 726              | 180 037             | 266 927  |
| 2015 | 208 106                                 | 12 129              | 195 977             | 287 079  |
| 2014 | 233 754                                 | 16 350              | 217 404             | 314 393  |
| 2013 | 252 392                                 | 18 174              | 234 218             | 340 651  |

| Anno | Media mobile |
| ---- | ------------ |
| 2012 | 266 636      |
| 2011 | 299 999      |
| 2010 | 327 611      |
| 2009 | 342 549      |
| 2008 | 368 484      |
| 2007 | 373 590      |
| 2006 | 372 239      |
| 2005 | 375 624      |
| 2004 | 405 971      |
| 2003 | 407 189      |
| 2002 | 416 306      |
| 2001 | 414 482      |
| 2000 | 428 087      |
| 1999 | 413 104      |
| 1998 | 406 762      |
| 1997 | 398 917      |
| 1996 | 377 860      |
| 1995 | 388 999      |

Dati Ads (Accertamenti Diffusione Stampa). La diffusione di un quotidiano si ottiene, secondo i criteri dell'ADS, sommando: Totale Pagata + Totale Gratuita + Diffusione estero + Vendite in blocco.

## Archivio delle edizioni passate
Tutta la collezione della Gazzetta dello Sport prima edizione (quella mattutina) dal 1896 ad oggi è conservata microfilmata a Milano nella Biblioteca Nazionale Braidense nella Sezione Microfilm.
La Gazzetta dello Sport edizione Centro-Sud (edita a Roma dal luglio 1922 al 1925) è conservata microfilmata a Milano nella Biblioteca Nazionale Braidense, Sezione Microfilms (microfilm salvato e messo in vendita dalle edizioni N.E.S. nel 1975 circa). La stessa collezione è conservata anche nelle Biblioteche Nazionali di Firenze, Roma e nella Biblioteca "Berio" di Genova.

## Riconoscimenti

### Ricevuti
- Premio Fiuggi per la funzione educativa e culturale svolta nel campo delle comunicazioni di massa (1986)
- Coppa olimpica, assegnata dal CIO, il più alto riconoscimento del Comitato Olimpico internazionale per un organismo o un'istituzione (1989)
- Miglior pubblicazione sportiva d'Europa, ricevuto a Barcellona nel corso del galà dello sport organizzato dal quotidiano El Mundo Deportivo (1994)

### Assegnati
- Referendum Gazzetta: vengono premiati i migliori atleti e squadre in ambito nazionale e internazionale dell'anno dal 1978 al 2015
- Euroscar Award: viene premiato il miglior cestista europeo della stagione dal 1979.
- Trofeo Gazzetta: viene premiato il miglior giocatore della stagione regolare del campionato italiano maschile e femminile di pallavolo.
- Gazzetta Sports Award: vengono premiati i migliori atleti italiani dell'anno dal 2015. Il trofeo ereditò l'albo d'oro del precedente Referendum Gazzetta.